# Nisroch
Secondo la Bibbia, Nisroch è un dio assiro dell'agricoltura, nel cui tempio Sennacherib stava pregando mentre fu assassinato. (2 Re 19:37; Isaia 37:38). Etimologicamente, il nome significa aquila. L'aquila occorre anche come idolo del dio.
La sua identificazione come dio in Mesopotamia è insicura. Alcuni suggeriscono si tratti di Nusku dio sumerico, e poi assiro, della luce e del fuoco.